# Les Vachons
Les Vachons, ou Prés Vachon sur la carte IGN, sont un site préhistorique qui comprend trois gisements, situés dans deux abris-sous-roche et une grotte. Il se trouve sur la commune de Voulgézac, à 20 km au sud d'Angoulême, en Charente, en France. Il a livré des industries lithiques du Paléolithique supérieur, allant de l'Aurignacien au Solutréen.

## Situation
Le site se trouve sur le versant nord de la vallée d'un petit affluent de la Boëme, la Font-Robert, qui coule d'est en ouest. La falaise, d'une hauteur d'environ 30 mètres, comporte, sur une longueur d'environ 50 mètres, deux petits abris et une grotte dans le talus boisé bordant le bois de Vachon.

## Historique
Les premières prospections débutent en 1867 et sont dues à A. Trémeau de Rochebrune. Georges Chauvet en entreprend de nouvelles en 1896.
Joseph Coiffard, agriculteur à Villebois-Lavalette et amateur éclairé, pratique un sondage au niveau de l'abri 1 et en donne une communication au congrès de l'A.F.A.S. en 1914. Il fait un autre communiqué en 1922 sur un sondage au niveau de l'abri 2. Pierre David fouille l'abri de 1922 à 1926. Les gisements sont ensuite fouillés de 1929 à 1933. L'abri 2 est exploré par Joseph Coiffard et la grotte et l'abri 1 par Jean Bouyssonie.

## Géologie
La falaise est formée de calcaire du Crétacé supérieur, comme toute la moitié sud du département de la Charente. Il s'agit plus particulièrement du Coniacien,.

## Stratigraphie

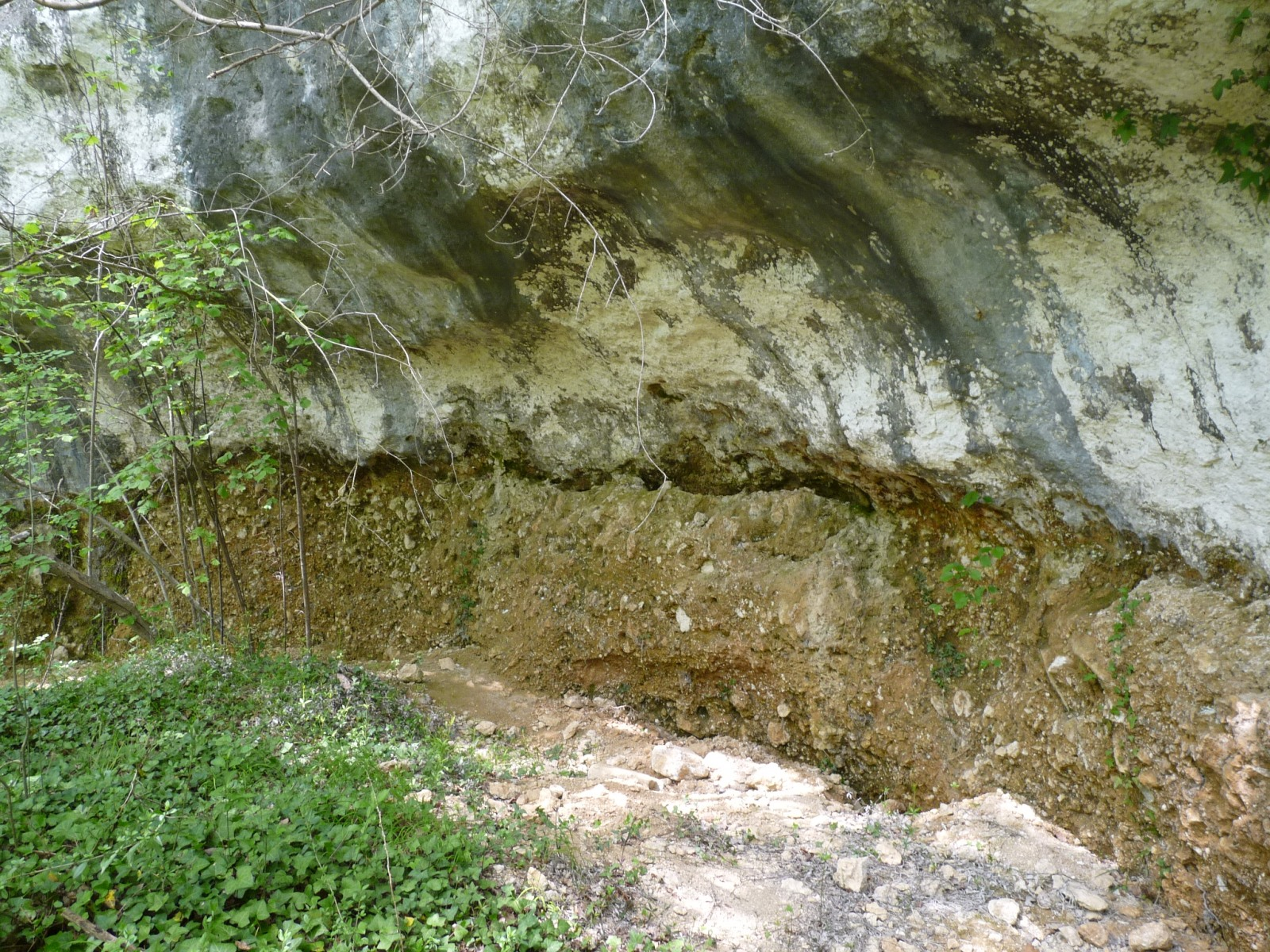
Une des fouilles.

En 1994, Pierre-Yves Demars décrit la séquence stratigraphique suivante :
- couche 1 : Aurignacien ancien ;
- couche 2 : Aurignacien supérieur ;
- couche 3 : Gravettien ancien à pointes dites de la Font-Robert ;
- couche 4 : Gravettien moyen à pointes de la Gravette ;
- couche 5 : Gravettien final[3],[6].

### Abri 1
Jean Bouyssonie y trouve cinq couches allant de l'Aurignacien au Gravettien final, auxquelles s'ajoute une couche 3 bis sur la plate-forme en contrebas.

### Abri 2
Joseph Coiffard décrit quatre couches, dont la couche 2 de l'Aurignacien et la couche 3, caractérisée par la présence de pointes dites de la Font-Robert.

### Grotte
La séquence de la grotte comporte quatre couches et débute au Gravettien, donc plus tard que celle des abris. Elle comporte une couche solutréenne.

## Vestiges archéologiques
La collection Coiffard comportait plusieurs milliers d'objets, dont 2 000 ont été donnés aux musées de Brive et de Thouars, et 9 000 à l'Institut de paléontologie humaine, à Paris. La collection Bouyssonie a fait l'objet d'un inventaire en 1948 et s'est depuis perdue entre la société archéologique de Brive et la Charente.

### Burin des Vachons
Le « burin des Vachons » présent dans la couche 2 nécessite la confection de lamelles rectilignes longues de 20 à 60 mm et caractérise la fin de l'Aurignacien.

### Autres objets
Toujours dans la couche 2 sont présents des burins busqués, des grattoirs carénés et des grattoirs à museau. La couche 2 a également livré des lames brutes, des grattoirs, des lames appointées et des burins.

### Fossiles humains
On a trouvé une molaire inférieure gauche datant du Gravettien et deux autres molaires dont on ne sait si elles appartiennent ou non au même individu.

## Protection
Les gisements préhistoriques des Vachons ont été classés au titre des monuments historiques par arrêté du 30 novembre 1927.